# Albert Laurin
Albert Laurin, född 25 september 1842 i Stockholm, död där 24 april 1878, var en svensk språkvetare och bokförläggare. 
Albert Laurin var son till grosshandlaren Gustaf Philip Laurin samt bror till Gösta och Carl Laurin. Han blev 1862 student vid Uppsala universitet, där han först studerade juridik. Efter att ha avlagt preliminärexamen till hovrätten, tvingades han avbryta studierna på grund av lungtuberkulos och reste till Italien. Efter att ha återvänt till Sverige ägnade han sig åt studier i litteraturhistoria och språk. Han företog även flera resor till Storbritannien och Frankrike. 1869 blev han filosofie doktor på en avhandling i engelsk filologi, Språket i Lay le Freyne. Efter promotionen erbjöds Laurin docentur i Uppsala en föredrog att bokförläggare. Sedan G. E. Norstedt 1869 lämnat firman P.A. Norstedt & Söner för att ägna sig åt lantbruk, hade Albert Laurins äldste bror Gösta ensam övertagit firman, och han upptog nu Albert som bolagsman. Firman delades så att Gösta - "patronen" skötte den tekniska delen medan Albert - "doktorn" övertog ledningen av bokförlaget, vilket under hans korta chefstid utgav ett flertal värdefulla skönlitterära, historiska, arkeologiska, juridiska och naturvetenskapliga arbeten. Han avled liksom sin bror av lungtuberkulos.